# Лобанов, Игорь Владимирович
Игорь «Кэш» Лобанов (род. 4 июля 1969) — советский спортсмен-олимпионик, гитарист, барабанщик, продюсер, музыкант, вокалист, дизайнер, основатель групп Слот, МодеМ, Гандурас и End Zone.

## Биография
Игорь Лобанов родился в городе Москва 4 июля 1969 года. Окончил детскую музыкальную школу № 50 им. А. С. Даргомыжского, по классу ударных инструментов.
Выпускник Московской государственной академии физической культуры.
Служил в ракетных войсках (воинское звание прапорщик).

### Спорт
Выступал за Советский Союз с конца 1989 по 1992 год в соревнованиях по санному спорту. Чемпион СССР 1990 года. Бронзовый призёр чемпионата мира по санному спорту в Калгари (Альберта, Канада)[1]. Выступил на зимних Олимпийских играх 1992 года в Альбервиле в составе Объединённой команды, занял 10 место[2].

### Музыка
В 1993 году создал группу End Zone, которая быстро набрала популярность. В качестве музыкального амплуа выбрал игру на гитаре, хотя окончил музыкальную школу по классу ударных инструментов. В 1995 году End Zone играли нечто в диапазоне от Прогрессив метал до дэт-метал. Группа за своё существование выпустила 3 альбома и сыграла множество концертов, включая польский фестиваль Shark Attack (1995), вместе с группой Vader.
В 1999 году был гитаристом и композитором группы Specter, с которой выпустил альбом «Images Of The Innocent».
В 1999 году Игорь основал группу МодеМ, но после создания Слот проект был заморожен до лучших времен. В 2012 году группа выпускает провокационный клип РазПутин. С того времени МодеМ выходит из анабиоза, начинает выпускать новые альбомы, снимать клипы и выступать. В настоящее время помимо Игоря в ней участвуют Василий Горшков (также барабанщик Слот) и Николай Карпенко.
"Игорь Лобанов: В то время только появился «Слот». Это было очень мощное движение, нас от всего вставляло, и остальные проекты перестали быть активными. Все силы были брошены на «Слот». По прошествии времени я решил возобновить активность проекта, мне всегда хотелось издать эти песни. Нужно было просто доделать материал. Прежде всего, для себя и для людей. Если ответная реакция на творчество есть, значит всё не зря.

В 2000 году продюсировал альбом «Memories Progression», группы «NORDREAM», сольного проекта экс-гитариста группы Louna Рубена Казарьяна.
В 2002 году Игорь вместе с Денисом (Ден) Хромых и Сергеем (ID) Боголюбским создал группу Слот, которая стала и продолжает быть одним из лидеров альтернативной сцены России.
С 2003 года был одним из трёх участников хип-хоп проекта «Гандурас». В каком бы стиле не были песни Гандурас, в них всегда чувствуется привкус породистого old school. Дебютный альбом «3 рубля» вышел в 2006-м. Оригинальный подход к музыке не остался незамеченным. Пластинка состоит из сплошных хитов, разобранных во все главные кино-блокбастеры тех лет. «Бой с тенью», «Охота на пиранью», «Никто не знает про секс», «Мы из будущего», «Бумер» — возможно даже не полный список саундтреков авторства группы «Гандурас». В композициях звучат голоса Владимира Машкова, Кирилла Немоляева.
Для вышедшего в 2004 году дебютного альбома Arda (группа) О скитаниях вечных и о земле (альбом) Игорь сделал мастеринг.

#### Автор текстов и дизайнер
Лобанов занимается дизайном обложек и пишет тексты другим группам:
- Ему принадлежит авторство восьми текстов для песен группы Ария — «Последний закат» и «Мессия» из альбома «Армагеддон», «Чёрная Легенда», «Симфония Огня», «Дальний Свет» из альбома «Феникс», «Бегущий человек» из альбома «Через все времена», «Варяг» и «Трудно быть богом» из альбома «Проклятье морей». Также он разработал дизайн оформления сборника «2000 и одна ночь» (1999).
- Совместно с Максимом Буровым разработал дизайн дебютного альбома Southwake — группы Рубена Казарьяна[6].
- Текст песни «Белый снег, серый лед» группы Йорш написан совместно с вокалистом группы Дмитрием Соколовым. Игорь также принял участие в альбомной записи.
- Совместно с группой RAVANNA написан текст песни «Сопротивление» плюс Игорь стал одним из актёров снятого на песню клипа.
- С группой LaScala написан текст песни «Виновна»
- Совместно с вокалисткой группы «Дайте два» Людмилой Маховой написан текст песни «Бокс»
- Совместно с группой «Кроу» написан текст песни «Раунд»
- Кэш принял участие в написании текста и музыки к песне «Три че», группы «План Ломоносова», а также снялся в клипе на эту песню
- Дизайн шрифта обложки альбома «Король и Шут» одноименной группы[7]

## Дискография

### End Zone
| Дата релиза | Название              |
| 1995        | First Bequest         |
| 1996        | Thalatta et Thanathos |
| 1998        | Eclectica             |

### Гандурас
| Дата релиза | Название |
| 2006        | 3 рубля  |
| 2009        | Биоробот |
| 2017        | Давно    |

### Слот
| Год  | Название                         | Лейбл                            |
| ---- | -------------------------------- | -------------------------------- |
| 2003 | Slot 1                           | M2BA                             |
| 2006 | 2 Войны                          | М2BA, ЭМ И НЕМ                   |
| 2007 | Две войны (переиздание с Nookie) |                                  |
| 2007 | Тринити                          | М2BA                             |
| 2009 | 4ever                            | М2BA, M2                         |
| 2010 | The Best Of…                     | M2BA, Фирма грамзаписи «Никитин» |
| 2011 | Break The Code                   | М2BA, Neurodisc Records          |
| 2011 | F5                               | М2BA, Союз                       |
| 2013 | Шестой                           | М2BA                             |
| 2016 | Septima                          | M2BA                             |
| 2018 | 200 кВт                          | M2BA                             |
| 2021 | Инстинкт выживания               | M2BA                             |

| Год  | Название                         | Лейбл |
| ---- | -------------------------------- | ----- |
| 2008 | КиСЛОТа — 1 капля                |       |
| 2015 | СЛОТ vs Johnny Beast — киСЛОТа 2 | M2BA  |

| Год  | Название | Лейбл |
| ---- | -------- | ----- |
| 2010 | Mirrors  |       |
| 2015 | Бой!     |       |

| Год  | Название         | Лейбл |
| ---- | ---------------- | ----- |
| 2017 | 15 (The Best Of) |       |

| Синглы \| Год \| Название песни \| Альбом \| \| ---- \| ---------------------------------------------- \| ----------------- \| \| 2003 \| «Одни» \| Slot 1 \| \| 2006 \| «2 войны» \| 2 Войны \| \| 2007 \| «Мёртвые Звёзды» \| Тринити \| \| 2007 \| «Тринити» \| Тринити \| \| 2007 \| «Доска» \| Тринити \| \| 2008 \| «Они убили Кенни» \| Тринити \| \| 2009 \| «Alfa-Ромео + Beta-Джульетта» \| 4ever \| \| 2009 \| «Аниме» \| 4ever \| \| 2009 \| «Ангел О. К.» \| 4ever \| \| 2010 \| «Зеркала» \| 4ever \| \| 2010 \| «Лего» \| F5 \| \| 2011 \| «Kill me baby one more time» \| F5 \| \| 2011 \| «Сумерки» \| F5 \| \| 2012 \| «Одинокие люди» \| F5 \| \| 2013 \| «Ангел или демон» \| Шестой \| \| 2013 \| «Поколено» \| Шестой \| \| 2014 \| «Стёкла революции» \| Неальбомный сингл \| \| 2015 \| «Сила притяжения» \| Неальбомный сингл \| \| 2015 \| «Мочит как хочет!» \| Septima \| \| 2015 \| «Страх и агрессия» \| Septima \| \| 2016 \| «Круги на воде» \| Septima \| \| 2017 \| «Древнерусская душа» (feat. Нейромонах Феофан) \| Неальбомный сингл \| \| 2018 \| «На марс» \| Неальбомный сингл \| | Саундтреки - Бумер (фильм) - Охота на пиранью - Бой с тенью 2: Реванш - Мы из будущего - Стритрейсеры (фильм) - Half-life: Paranoia (мод для игры Half-life) - Бой с тенью 3D: Последний раунд - Ангел или демон (телесериал, Россия) - Владение 18 |                   |
| Год | Название песни | Альбом            |
| 2003 | «Одни» | Slot 1            |
| 2006 | «2 войны» | 2 Войны           |
| 2007 | «Мёртвые Звёзды» | Тринити           |
| 2007 | «Тринити» | Тринити           |
| 2007 | «Доска» | Тринити           |
| 2008 | «Они убили Кенни» | Тринити           |
| 2009 | «Alfa-Ромео + Beta-Джульетта» | 4ever             |
| 2009 | «Аниме» | 4ever             |
| 2009 | «Ангел О. К.» | 4ever             |
| 2010 | «Зеркала» | 4ever             |
| 2010 | «Лего» | F5                |
| 2011 | «Kill me baby one more time» | F5                |
| 2011 | «Сумерки» | F5                |
| 2012 | «Одинокие люди» | F5                |
| 2013 | «Ангел или демон» | Шестой            |
| 2013 | «Поколено» | Шестой            |
| 2014 | «Стёкла революции» | Неальбомный сингл |
| 2015 | «Сила притяжения» | Неальбомный сингл |
| 2015 | «Мочит как хочет!» | Septima           |
| 2015 | «Страх и агрессия» | Septima           |
| 2016 | «Круги на воде» | Septima           |
| 2017 | «Древнерусская душа» (feat. Нейромонах Феофан) | Неальбомный сингл |
| 2018 | «На марс» | Неальбомный сингл |

### МодеМ
| Дата релиза | Название                             |
| 2012        | РазПутин (Клип)                      |
| 2014        | Гранатовый сок (Сингл)               |
| 2016        | Дисконнект (Альбом)                  |
| 2017        | Трипстих (ЕР)                        |
| 2019        | НАПЕРЕ/CORE (Альбом)                 |
| 2021        | Сердцефикат (Альбом)                 |
| 2023        | Не факт, что это реальность (Альбом) |

## Видеография

### Гандурас
| Дата релиза | Название                                            |
| 2006        | Педали                                              |
| 2008        | Капитан (ft. Владимир Машков). OST Охота на Пиранью |

### Слот
| Год  | Название                   | Альбом         |
| ---- | -------------------------- | -------------- |
| 2003 | Одни                       | Slot 1         |
| 2006 | 2 войны                    | 2 Войны        |
| 2007 | Мертвые звезды             | Тринити        |
| 2008 | Они убили Кенни            | Тринити        |
| 2009 | Ангел О. К.                | 4ever          |
| 2010 | Доска                      | Тринити        |
| 2010 | Зеркала                    | 4ever          |
| 2010 | Лего                       | F5             |
| 2010 | Alone                      | Break The Code |
| 2011 | Kill Me Baby One More Time | F5             |
| 2011 | Сумерки                    | F5             |
| 2012 | Одинокие люди              | F5             |
| 2013 | Ангел или демон            | Шестой         |
| 2013 | Если                       | Шестой         |
| 2014 | Просточеловек              | Шестой         |
| 2014 | Бой                        | Шестой         |
| 2015 | Мочит как хочет!           | SEPTIMA        |
| 2016 | Круги на воде              | SEPTIMA        |
| 2018 | На Марс!                   | 200 кВт        |
| 2019 | ЗОЖ                        | 200 кВт        |

### МодеМ
| Дата релиза | Название       |
| 2012        | РазПутин       |
| 2014        | Гранатовый сок |
| 2016        | Дисконнект     |
| 2017        | Шанель № 6     |
| 2017        | Баржа          |
| 2018        | Половина Слов  |
| 2020        | Цой Умер       |